# Председатель Объединённого комитета начальников штабов
Председатель объединённого комитета начальников штабов (англ. The Chairman of the Joint Chiefs of Staff (CJCS) согласно законам США — самый высокопоставленный военный офицер вооружённых сил США и главный военный советник президента США, Совета национальной безопасности США и министра обороны. В то время как председатель выше по должности всех офицеров, он не осуществляет оперативного командования вооружёнными силами; тем не менее, он помогает президенту и министру обороны осуществлять командование.

## Описание
Председатель проводит собрания и координирует усилия Объединённого комитета начальников штабов — группы советников министерства обороны, включающей самого председателя, вице-председателя, глав штабов армии и ВВС, руководителя военно-морскими операциями, коменданта корпуса морской пехоты и начальника управления Национальной гвардии. Объединённый комитет начальников штабов подчиняется только председателю.
Хотя служба на посту председателя объединённого комитета начальников штабов считается очень важной и весьма престижной, ни председатель, ни вице-председатель, ни объединённый комитет не осуществляют командование над боевыми силами. Согласно закону Голдуотера — Николса, президент через министра обороны командует представителями объединённого командования. Главы штабов проводят кадровые назначения и надзирают за ресурсами и личным составом, выделенным для осуществления боевых действий в рамках вверенных им служб. Председатель также может передавать сообщения от президента и министра обороны и в случае необходимости выделять дополнительные средства для боевых командиров. Он также осуществляет все прочие функции, описанные в параграфе 153 главы 10 кодекса США, или своей властью возлагает эти обязанности на других офицеров объединённого комитета и определяет их сферы ответственности.
Директива министерства обороны № 5100.01, выпущенная министром описывает организационные отношения в министерстве обороны и разграничивает основные функции организации и объектов в министерстве, включая те что находятся в ответственности председателя и организаций находящихся под его контролем.
Председателю комитета помогает объединённый штаб, управляемый директором, в звании генерала-лейтенанта или контр-адмирала (ранг три звезды), который является главным помощником председателя в его деятельности. Объединённый штаб состоит из приблизительно равного числа офицеров армии, флота, морской пехоты и ВВС, назначенных для помощи председателю, с единым стратегическим направлением, управлением и интеграцией боевых сухопутных, морских и военно-воздушных сил.
По делам, относящимся к рядовому составу, председатель комитета также советуется со старшим советником председателя по рядовому составу, который является соединяющим звеном между председателем и старшими советниками по рядовому составу (команд-сержанты-майоры, команд-мастер-старшины флота и ВВС) боевых командований.
Адмирал флота Уильям Д. Лехи (флот США) служил начальником штаба главнокомандующего армией и флотом с 20 июля 1942 года по 21 марта 1949 года. Он председательствовал на совещаниях так называемых объединённых начальников штабов. Управление адмирала Лехи стало предшественником поста председателя объединённого комитета начальников штабов.
Кандидатура председателя выдвигается президентом и утверждается большинством голосов Сената. Председатель и вице-председатель не могут быть из одного вида вооружённых сил. Тем не менее, президент может на некоторый период обойти это ограничение с целью упорядоченной передачи должности. По воле президента председатель служит двухлетний срок на посту, но может назначаться на пост дополнительно два раза и провести в должности шесть лет. Если председатель до этого служил на посту вице-председателя, то его время ограничено двумя сроками. Но во время войны или чрезвычайной ситуации все ограничения на количество переназначений на пост председателя снимаются. Ранее председатель служил два срока. Председатель должен быть в звании генерала или адмирала и занимает должность с 1 октября нечётного года.
Хотя первый председатель Омар Брэдли в итоге получил пятую звезду, это было сделано по политическим соображениям, поскольку его подчинённый Дуглас Макартур был выше его по званию.
В 1990-х годах академические круги министерства обороны предлагали давать председателю пятую звезду.
Согласно платёжной таблице 2013 года, вступившей в силу с 1 января 2013 года, председатель, вице-председатель, руководитель военно-морскими операциями, комендант корпуса морской пехоты, главы штабов армии и ВВС, командиры объединённых или специальных командований получают базовый ежемесячный оклад в 20.937,9 долларов плюс дополнительные выплаты.
Из 21 председателя (исключая адмирала Лехи и и. о. председателей адмиралов Джеремию и Грейди) 6 были из ВВС, 10 из армии, 2 из морской пехоты и 4 из флота.

## Список председателей

### Председатель штаба главнокомандующего
| Номер | Изображение | Имя                               | Время в должности | Время в должности | Время в должности | Министры | Президент                         |
| Номер | Изображение | Имя                               | Начало            | Конец             | Дни службы        | Министры | Президент                         |
| ----- | ----------- | --------------------------------- | ----------------- | ----------------- | ----------------- | --- | --------------------------------- |
| 1.    |             | адмирал флота Уильям Д. Лехи, ВМС | 20 июля 1942      | 21 марта 1949     | 2436              | Ге́нри Л. Сти́мсон, Роберт П. Паттерсон, Кеннет К. Роял, в качестве военного министра; Франклин У. Нокс в качестве военно-морского министра; Джеймс Форрестол в качестве первого министра обороны | Фра́нклин Д. Ру́звельт Гарри Трумэн |

### Председатели объединённого комитета начальников штабов
| Номер | Изображение | имя                                    | Время на посту  | Время на посту   | Время на посту | Министры                                                               | Президент                                       |
| Номер | Изображение | имя                                    | Начало          | Конец            | Дни службы     | Министры                                                               | Президент                                       |
| ----- | ----------- | -------------------------------------- | --------------- | ---------------- | -------------- | ---------------------------------------------------------------------- | ----------------------------------------------- |
| 1.    |             | генерал армии Омар Брэдли, армия       | 19 августа 1949 | 15 августа 1953  | 1457           | Луис А. Джонсон Джордж К. Маршалл-мл. Роберт Э. Ловетт Чарлз Э. Уилсон | Гарри Трумэн Дуайт Д. Эйзенхауэр                |
| 2.    |             | адмирал Артур Рэдфорд, ВМС             | 15 августа 1953 | 15 августа 1957  | 1461           | Чарлз Э. Уилсон                                                        | Дуайт Д. Эйзенхауэр                             |
| 3.    |             | генерал Нейтан Туайнинг, ВВС           | 15 августа 1957 | 30 сентября 1960 | 1142           | Чарлз Э. Уилсон Нил Ма́кэлрой Томас С. Гейтс                            | Дуайт Д. Эйзенхауэр                             |
| 4.    |             | генерал Лиман Лемницер, армия          | 1 октября 1960  | 30 сентября 1962 | 729            | Томас С. Гейтс Роберт С. Макнамара                                     | Дуайт Д. Эйзенхауэр Джон Ф. Кеннеди             |
| 5.    |             | генерал Максвелл Тейлор, армия         | 1 октября 1962  | 1 июля 1964      | 639            | Роберт С. Макнамара                                                    | Джон Ф. Кеннеди Линдон Б. Джонсон               |
| 6.    |             | генерал Эрл Уилер, армия               | 3 июля 1964     | 2 июля 1970      | 2190           | Роберт С. Макнамара Кларк Клиффорд Мелвин Лэйрд                        | Линдон Б. Джонсон Ричард М. Никсон              |
| 7.    |             | адмирал Томас Мурер, ВМС               | 2 июля 1970     | 1 июля 1974      | 1460           | Мелвин Лэйрд Элиот Ричардсон Джеймс Р. Шлезингер                       | Ричард М. Никсон                                |
| 8.    |             | генерал Джордж Браун, ВВС              | 1 июля 1974     | 20 июля 1978     | 1450           | Джеймс Р. Шлезингер Дональд Рамсфелд Гарольд Браун                     | Ричард М. Никсон Джеральд Форд Джеймс Э. Картер |
| 9.    |             | генерал Дэвид Джонс, ВВС               | 21 июня 1978    | 18 июня 1982     | 1458           | Гарольд Браун Каспар Уайнбергер                                        | Джеймс Э. Картер Рональд Рейган                 |
| 10.   |             | генерал Джон Весси, армия              | 18 июня 1982    | 30 сентября 1985 | 1200           | Каспар Уайнбергер                                                      | Рональд Рейган                                  |
| 11.   |             | адмирал Уильям Кроу, ВМС               | 1 октября 1985  | 30 сентября 1989 | 1460           | Каспар Уайнбергер Фрэнк Ч. Карлуччи Дик Чейни                          | Рональд Рейган Джордж Буш-старший               |
| 12.   |             | генерал Колин Пауэлл, армия            | 1 октября 1989  | 30 сентября 1993 | 1460           | Дик Чейни Лес Эспин                                                    | Джордж Буш-старший Билл Клинтон                 |
| и. о. |             | адмирал Дэвид Джеремайя, ВМС           | 1 октября 1993  | 24 октября 1993  | 23             | Лес Эспин                                                              | Билл Клинтон                                    |
| 13.   |             | генерал Джон Шаликашвили, армия        | 25 октября 1993 | 30 сентября 1997 | 1436           | Лес Эспин Уильям Перри Уильям Коэн                                     | Билл Клинтон                                    |
| 14.   |             | генерал Хью Шелтон, армия              | 1 октября 1997  | 30 сентября 2001 | 1460           | Уильям Коэн Дональд Рамсфелд                                           | Билл Клинтон Джордж Буш-мл.                     |
| 15.   |             | генерал Ричард Майерс, ВВС             | 1 октября 2001  | 30 сентября 2005 | 1460           | Дональд Рамсфелд                                                       | Джордж Буш-мл.                                  |
| 16.   |             | генерал Питер Пэйс, морская пехота     | 1 октября 2005  | 30 сентября 2007 | 729            | Дональд Рамсфелд Роберт Гейтс                                          | Джордж Буш-мл.                                  |
| 17.   |             | адмирал Майкл Маллен, ВМС              | 1 октября 2007  | 30 сентября 2011 | 1460           | Роберт Гейтс Леон Панетта                                              | Джордж Буш-мл. Барак Обама                      |
| 18.   |             | генерал Мартин Демпси, армия           | 1 октября 2011  | 1 октября 2015   | 1460           | Леон Панетта Чак Хэйгел Эштон Картер                                   | Барак Обама                                     |
| 19.   |             | генерал Джозеф Данфорд, морская пехота | 1 октября 2015  | 30 сентября 2019 | 1460           | Эштон Картер Джеймс Мэттис Марк Эспер                                  | Барак Обама Дональд Трамп                       |
| 20.   |             | генерал Марк Милли, армия              | 1 октября 2019  | 30 сентября 2023 | 1460           | Марк Эспер Ллойд Остин                                                 | Дональд Трамп Джо Байден                        |
| 21.   |             | генерал Чарльз Браун, ВВС              | 1 октября 2023  | 21 февраля 2025  | 509            | Ллойд Остин Пит Хегсет                                                 | Джо Байден Дональд Трамп                        |
| и. о. |             | адмирал Кристофер Грейди, ВМС          | 21 февраля 2025 | 11 апреля 2025   | 49             | Пит Хегсет                                                             | Дональд Трамп                                   |
| 22.   |             | генерал Дэн Кейн, ВВС                  | 11 апреля 2025  |                  | 17             | Пит Хегсет                                                             | Дональд Трамп                                   |